# Кочак
Кочак или Кочан (на гръцки: Μυρρίνη или Μυρίνη, Мирини, до 1927 година Κοτσάκι, Коцаки) е село в Република Гърция, дем Зиляхово, област Централна Македония.

## География
Селото е в историко-географската област Зъхна, в източната част Сярското поле. От демовия център Зиляхово (Неа Зихни) е отдалечено на около 10 километра в южна посока.

## История

### В Османската империя
Гръцка статистика от 1866 година показва Кодзаки (Κοτζάκη) като село с 250 жители гърци. Александър Синве („Les Grecs de l’Empire Ottoman. Etude Statistique et Ethnographique“), който се основава на гръцки данни, в 1878 година пише, че в Кочанос (Kotchanos) живеят 240 гърци.
В 1889 година Стефан Веркович („Топографическо-этнографическій очеркъ Македоніи“) отбелязва Коцаки като село със 71 гръцки къщи.
В „Етнография на вилаетите Адрианопол, Монастир и Салоника“, издадена в Константинопол в 1878 година и отразяваща статистиката на населението от 1873, Кучек (Kutchek) е посочено като село с 63 домакинства и 210 жители гърци. Според Георги Стрезов към 1891 Коцак е гръцко село.
Към 1900 година според статистиката на Васил Кънчов („Македония. Етнография и статистика“) в Кацакъ живеят 280 души, всички гърци християни.
По данни на секретаря на Българската екзархия Димитър Мишев („La Macédoine et sa Population Chrétienne“) през 1905 година в Кодзак (Kotzak) има 250 гърци.

### В Гърция
След Междусъюзническата война в 1913 година селото попада в Гърция. В него са настанени гърци бежанци. Според преброяването от 1928 година селото е със смесено местно-бежанско население с 5 бежански семейства с 16 души. В 1927 година селото е прекръстена на Мирини.
| Име         | Име           | Ново име   | Ново име   | Описание                        |
| ----------- | ------------- | ---------- | ---------- | ------------------------------- |
| Харман Баир | Χαρμάν Μπαΐρι | Алони      | Άλώνι      | възвишение Ю от Кочак (198,5 m) |
| Горяни      | Γκόριανη      | Макри Рема | Μακρύ Ρέμα | река Ю от Кочак                 |
| Ханкос      | Χάνκος        | Микро Рема | Μικρό Ρέμα | река на С от Кочак              |

## Личности
Родени в Кочак
- Аристидис Вулциос, гръцки агент (трети клас) на гръцка андартска чета в Македония[13]
- Георгиос Дафнис, гръцки агент (трети клас) на гръцка андартска чета в Македония[14]
- Евангелос Варсамис, гръцки агент (трети клас) на гръцка андартска чета в Македония[15]